# Aleksander Kamenik
Aleksander Kamenik, slovenski športnik in aktivist, * 12. marec 1969.
Leta 1994 je v Mariboru ustanovil dobrodelno organizacijo Varna hiša NOVA za pomoč trpinčenim ženskam in moškim v družinah in izven njih. Leta 2005 je po dolgoletnih izkušnjah odprl še prvo tovrstno ustanovo za moške v Sloveniji. Za zbiranje sredstev je septembra 2011 priredil akcijo maratonskega plavanja vzdolž slovenske obale v obe smeri (93,5 kilometra), a mu je prvi poskus preprečila izolska kapitanija, saj ni imel dovoljenja za prečkanje marine. Kasneje istega meseca mu je podvig uspel.
Leta 2013 se je intenzivno usmeril tudi v pomoč živalim. Pod okriljem Združenja varnih hiš NOVA Slovenije je ustanovil Živalsko policijo, za kar je s sodelavci prejel sredstva na razpisu programa Evropske unije za pomoč živalim. Zaradi širitve aktivnosti je znova pričel nabirati prostovoljne donacije s športnimi aktivnostmi, v promocijske namene je med drugim pripravil dvodnevni plavalski »hiper-maraton« po reki Dravi. Prvi poskus 48-urnega plavanja leta 2014 je prekinil po 24 urah, naslednje leto pa je podvig izboljšal za 7 ur. Po drugi strani so njegovo društvo večkrat obravnavala sodišča zaradi nelegitimne uporabe naziva »policija« in simbolov, ki so spominjali na simbole uradnih represivnih organov, pri čemer društvo ni imelo pooblastil za kakršnokoli ukrepanje proti ljudem. Poleg tega se je Kamenik zapletel v spor z nekdanjim sodelavcem Aldom Goranom Ninovskem, ki je samostojno pričel z enako aktivnostjo. Živalska policija se je tri leta kasneje preoblikovala v enoto Združenja varnih hiš Nova pod imenom Za pravice živali - Aleksander Kamenik.
V težave je zašel tudi zaradi zbiranja donacij za svoj program varnih hiš od vrat do vrat, saj se podobnega načina poslužujejo goljufi. Zaradi javnih svaril pred goljufi, ki so jih v tem času objavili različni mediji, je večkrat grozil avtorjem teh svaril, ki so mu po njegovem mnenju delali škodo.
Zanimanje za svoje dejavnosti je želel zbuditi tudi s kandidaturo za župana Mestne občine Maribor na lokalnih volitvah 2018, v ta namen je ustanovil Stranko Aleksandra Kamenika (SAK), na listi katere je za mestno svetnico kandidirala tudi njegova hči. Na volitvah je prejel manj kot odstotek glasov.